# Dans la chaleur de la nuit (roman)
Pour les articles homonymes, voir Dans la chaleur de la nuit.
Dans la chaleur de la nuit (titre original : In the Heat of the Night) est un roman policier américain de John Ball, paru en 1965.
Le roman dénonce le racisme qui sévit dans les petites communautés sudistes à l'époque du mouvement afro-américain des droits civiques.

## Principaux personnages
- Virgil Tibbs, officier de police californien, spécialiste des homicides
- Bill Gillespie, chef de police de la ville de Wells
- Sam Wood, officier de police et patrouilleur de nuit
- Frank Schubert, maire de Wells
- George Endicott, conseiller de la ville et sponsor du festival de musique
- Grace Endicott, sa femme
- Mr. Jennings, banquier
- Harvey Oberst, suspect
- Dolores Purdy, jeune fille mineure
- Gottschalk, ingénieur
- Enrico Mantoli, chef d'orchestre assassiné
- Duena Mantoli, fille de la victime

## Résumé
Par une chaude nuit d'été, dans la petite ville de Wells en Caroline du Sud, le policier Sam Wood, dont le racisme est bien connu, découvre au cours d'une ronde, sur la route, le corps sans vie d'Enrico Mantoli, un chef d'orchestre chargé de l'organisation d'un festival de musique. Un suspect est arrêté à la gare des chemins de fer parce qu'il est noir. Or, il s'agit de Virgil Tibbs, un officier de police californien, spécialiste des homicides, de passage dans la région. Recommandé par son chef californien, Tibbs tente de collaborer à l'enquête, mais le chef de police, Bill Gillespie, lui intime l'ordre de quitter la ville. Au même moment, le maire Frank Schubert, qui croit voir en Tibbs un excellent bouc émissaire dans le cas où l'enquête n'aboutirait pas, exerce des pressions pour contraindre Bill Gillespie et son équipe à collaborer avec Tibbs. L'enquête progresse non sans mal, en raison de l'hostilité de la communauté et des membres du service de police à l'égard du détective noir.

## Réception critique
« Le plaidoyer antiraciste du roman est moins appuyé que celui du film, et le portrait de Tibbs plus nuancé. Menée de main de maître, l'intrigue passionne davantage que [dans le film de] Jewison. »

## Éditions
Édition originale américaine
- (en) John Ball, In the Heat of the Night, New York, Harper & Row, 1965 (OCLC 610219157)

Éditions françaises
- (fr) John Ball (auteur) et Renée Tesnière (traducteur), Nuits chaudes [« In the Heat of the Night »], Paris, Presses de la Cité, coll. « Un mystère no 752 », 1966, 189 p. (BNF 32962190)
- (fr) John Ball (auteur) et Renée Tesnière (traducteur), Dans la chaleur de la nuit [« In the Heat of the Night »], Paris, Presses Pocket, coll. « Presses Pocket no 585 », 1968, 192 p. (BNF 32911578)
- (fr) John Ball (auteur) et Marie-Louise Navarro (traducteur) (trad. de l'anglais), Par une chaude nuit d'été [« In the Heat of the Night »], Paris, Librairie des Champs-Élysées, coll. « Le Masque no 1625 », 1980, 215 p. (ISBN 2-7024-1171-1, BNF 34677279)
- (fr) John Ball (auteur) et Renée Tesnière (traducteur), Dans la chaleur de la nuit [« In the Heat of the Night »], Paris, Librairie des Champs-Élysées, coll. « Le Masque no 2091 », 1992, 221 p. (ISBN 2-7024-2237-3, BNF 35526895) Cette dernière édition propose une traduction intégrale revue et corrigée.

## Adaptations

### Au cinéma
- 1967 : Dans la chaleur de la nuit (In the Heat of the Night), film américain réalisé par Norman Jewison, avec Sidney Poitier (Virgil Tibbs), Rod Steiger (Bill Gillespie), Warren Oates et Lee Grant.

### À la télévision
- 1988-1995 : Dans la chaleur de la nuit (In the Heat of the Night) est une série télévisée américaine de 146 épisodes de 60 minutes créée en 1988 par James Lee Barrett, avec Howard E. Rollins Jr. dans le rôle de Virgil Tibbs et Carroll O'Connor dans le rôle de Bill Gillespie.

## Sources
- Jean Tulard, Dictionnaire du roman policier : 1841-2005. Auteurs, personnages, œuvres, thèmes, collections, éditeurs, Paris, Fayard, 2005, 768 p. (ISBN 978-2-915793-51-2, OCLC 62533410), p. 55 (notice John Ball) et 195 (notice sur Dans la chaleur de la nuit).